# Pleocarphus revolutus
Pleocarphus revolutus  D.Don, 1830 è una specie di pianta angiosperma dicotiledoni della famiglia delle Asteraceae. È l'unica specie del genere Pleocarphus  D.Don, 1830.

## Descrizione

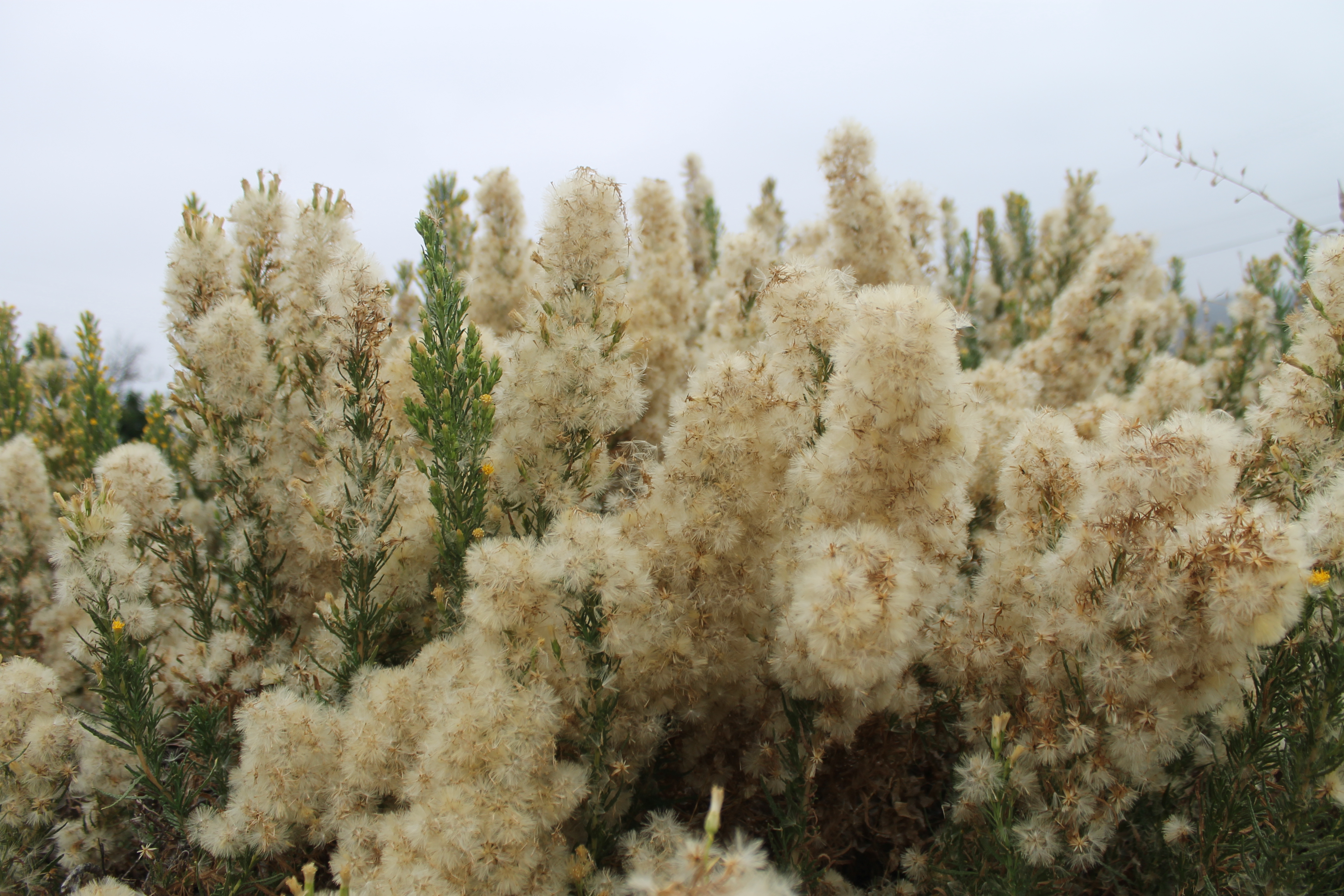
I pappi

Questa specie ha un habitus erbaceo perenne arbustivo. Queste piante sono prive di lattice.
Le foglie lungo il caule sono disposte in modo alternato e sono sessili. Le foglie sono intere con forme lineari e margini fortemente revoluti.
Le infiorescenze sono composte da capolini terminali raccolti in elongate e peduncolate formazioni panicolate. I capolini sono omogami e sono formati da un involucro a forma da spiraleggiante a campanulata composto da brattee (o squame) all'interno delle quali un ricettacolo fa da base ai fiori. Le brattee, simili a foglie, disposte su 2 - 3 serie in modo embricato sono di vario tipo e consistenza. Il ricettacolo, pubescente, a forma scarsamente convessa è nudo (senza pagliette), oppure no.
I fiori sono tetraciclici (a cinque verticilli: calice – corolla – androceo – gineceo) e in genere pentameri (ogni verticillo ha 5 elementi). I fiori sono eteromorfi (con forme diverse) e omomorfi (a forme tutte uguali). Sono inoltre ermafroditi e fertili.
- Formula fiorale:

*/x K {\displaystyle \infty }, [C (5), A (5)], G 2 (infero), achenio
- Calice: i sepali del calice sono ridotti ad una coroncina di squame.
- Corolla: in genere le corolle sono bilabiate: le labbra esterne sono a composte da due-tre corti denti; quelle interne da due lunghi lobi attorcigliati. Le corolle sono colorate di giallo.
- Androceo: l'androceo è formato da 5 stami con filamenti liberi e antere saldate in un manicotto circondante lo stilo.[10] Le antere in genere hanno una forma sagittata con lunghe appendici apicali acute. Le teche sono calcarate (provviste di speroni) e provviste di code. Il polline normalmente è tricolporato a forma sferica (può essere microechinato).
- Gineceo: il gineceo ha un ovario uniloculare infero formato da due carpelli.[10] Lo stilo è unico e con due stigmi e un nodo basale glabro. Gli apici degli stigmi sono troncati e sono ricoperti da piccole papille o in qualche caso da peli penicillati. L'ovulo è unico e anatropo.

I frutti sono degli acheni con pappo. La forma degli acheni è lungo-fusiforme (compressa agli estremi); le pareti sono ricoperte da 5 coste (raramente sono presenti dei rostri) e sono glabre (o eventualmente setolose). Il carpoforo (o carpopodium) è uno stretto anello o corto cilindro oppure è assente. Il pappo (raramente è assente) è formato da setole disposte su 2 serie, sono barbate o piumose del tutto o a volte sono subpiumose solo apicalmente, ed è direttamente inserito nel pericarpo o connato in un anello parenchimatico posto sulla parte apicale dell'achenio.

## Biologia
- Impollinazione: l'impollinazione avviene tramite insetti (impollinazione entomogama tramite farfalle diurne e notturne).
- Riproduzione: la fecondazione avviene fondamentalmente tramite l'impollinazione dei fiori (vedi sopra).
- Dispersione: i semi (gli acheni) cadendo a terra sono successivamente dispersi soprattutto da insetti tipo formiche (disseminazione mirmecoria). In questo tipo di piante avviene anche un altro tipo di dispersione: zoocoria. Infatti gli uncini delle brattee dell'involucro si agganciano ai peli degli animali di passaggio disperdendo così anche su lunghe distanze i semi della pianta.

## Distribuzione e habitat
La specie di questa voce è distribuita nel Cile.

## Tassonomia
La famiglia di appartenenza di questa voce (Asteraceae o Compositae, nomen conservandum) probabilmente originaria del Sud America, è la più numerosa del mondo vegetale, comprende oltre 23.000 specie distribuite su 1.535 generi, oppure 22.750 specie e 1.530 generi secondo altre fonti (una delle checklist più aggiornata elenca fino a 1.679 generi). La famiglia attualmente (2021) è divisa in 16 sottofamiglie.

### Filogenesi
La sottofamiglia Mutisioideae, nell'ambito delle Asteraceae occupa una posizione "basale" (si è evoluta precocemente rispetto al resto della famiglia) ed è molto vicina alla sottofamiglia Stifftioideae. La tribù Nassauvieae con la tribù Mutisieae formano due "gruppi fratelli" ed entrambe rappresentano il "core" della sottofamiglia.
Il genere Pleocarphus appartiene alla tribù Nassauvieae.
I caratteri distintivi per le specie del genere Pleocarphus sono:
- il portamento è arbustivo;
- le foglie hanno delle forme da lineari a lineari-lanceolate;
- il ricettacolo ha le pagliette;
- la corolla è bilabiata;
- i bracci dello stilo sono incoronati da papille.

Il numero cromosomico della specie è: 2n = 52.

### Sinonimi
Sono elencati alcuni sinonimi per questa entità:
- Carphephorus revolutifolius (D.Don) DC.
- Jungia dentata  B.L.Rob.
- Jungia revoluta  B.L.Rob.
- Pleocarphus dentatus  Phil.